# Comacupes cylindraceus
Comacupes cylindraceus is een keversoort uit de familie Passalidae. De wetenschappelijke naam van de soort is voor het eerst geldig gepubliceerd in 1831 door Perty.